# Хрубешувский повет
Хрубешувский повет (пол. Powiat hrubieszowski) — повет (район) в Польше, входит как административная единица в Люблинское воеводство. Центр повета — город Хрубешув. Занимает площадь 1269,45 км². Население — 65 939 человек (на 31 декабря 2015 года).

## Административное деление
- города: Хрубешув
- городские гмины: Хрубешув
- сельские гмины: Гмина Долхобычув, Гмина Хородло, Гмина Хрубешув, Гмина Мирче, Гмина Тшещаны, Гмина Ухане, Гмина Вербковице

В деревне Зосин расположена самая восточная точка страны.

## Демография
Население повета дано на 31 декабря 2015 года.
| Перепись            | Всего  | Мужчины | Женщины |
| ------------------- | ------ | ------- | ------- |
| Всего               | 65 939 | 32 322  | 33 617  |
| Городское население | 18 287 | 8667    | 9620    |
| Сельское население  | 47 652 | 23 655  | 23 997  |